# Alcorta
Alcorta is een plaats in het Argentijnse bestuurlijke gebied Constitución in de provincie Santa Fe. De plaats telt 7450 inwoners.